# IBM DeveloperWorks
IBM DeveloperWorksは、世界中のソフトウェア開発者やITの専門家、学生などを対象とした、IBMが運営する無料の技術系情報サイトである。
195カ国で月400万の新規訪問者があり、開発支援や能力向上、他の利用者との交流や最新のオープン標準情報が得るのに役立つよう設計されている。
1999年以来、運営側は開発コミュニティに無償で各種技術や製品関連情報を提供しており、
英語、中国語（簡体字）、日本語、ロシア語、ベトナム語、ポルトガル語、スペイン語の言語サポートに対応している。
何千にも及ぶ総合的な操作手順やチュートリアル、運営記事だけでなく、ソフトウェアのダウンロードページやサンプルコード、
電子掲示板、ポッドキャスト、ブログ、
ウィキ、その他情報源が利用できる。
閲覧者は、IBMのソフトウェア製品（WebSphere、ラショナル、ロータス (ソフトウェア)、Tivoli、DB2など）は勿論、Java、Linux、Ajax、PHP、XML、サービス指向アーキテクチャ、Webサービス、Webプログラミング、
など業界標準技術やの最新情報が得られる。グリーンITやクラウドコンピューティングの業界動向情報も提供しており、類似サイトにMicrosoft Developer Network（主に自社製品の内容が中心）がある。
100万人以上の会員が登録しているビジネス系ソーシャルネットワーキングコミュニティを提供しており、
同じ興味や悩みを持つ利用者たちが技術的難問に対するよりよい解決策を共同で導き出す交流の場を構築するため開設された。
コミュニティ内では互いに知り合い共同作業を容易にし生産性を上げるため、個人プロフィール欄やブログを活用している。
多くの提供プログラムの中でIBM Develothon 2010でのインド支部の活動は際立っており、
彼らは現在や将来のIT専門家に40種類の技術的な説明会を実施するために、40日間インド国内31都市でトヨタ・イノーバ2台で約8500キロを巡業した。
巡業経路において各地点にいる最低1人の運営要員と交代する形で運営し、内容としてはクラウドコンピューティングやビジネスアナリティクス等の新技術や、参加者のキャリア面における共助、ビジネスにおける協業に焦点を当てた。